# Iekaterinbourg
Ekaterinbourg
Pour les articles homonymes, voir Sverdlovsk.
Iekaterinbourg ou Ekaterinbourg (/je.ka.t̪e.ʁin̪.buʁg/ ou /(j)e.ka.t̪e.ʁɛ̃.buʁ/, en russe : Екатеринбург /jɪ.kə.tʲɪ.rʲɪn.burk/), appelée Sverdlovsk (en russe : Свердловск, d'après le révolutionnaire bolchevik Iakov Sverdlov) de 1924 à 1991 (à l'époque soviétique), est par sa population la quatrième ville de Russie et le centre administratif du district fédéral de l'Oural et de l'oblast de Sverdlovsk. La ville forme sa propre subdivision en tant qu'okroug urbain au sein de l'oblast. Ses habitants sont appelés les Iekaterinbourgeois.
Iekaterinbourg est située sur le versant oriental de l'Oural moyen, en Trans-Oural, dans la plaine de Sibérie occidentale. La ville est arrosée par le cours supérieur de l’Isset, un affluent de la Tobol. Fondée le 7 novembre 1723 a.s. comme une usine sidérurgique à la suite d'un décret de l'empereur Pierre Ier le Grand, elle se dote en même temps d'une forteresse. La ville relève du gouvernement de Perm et Catherine II lui accorde le statut de ville en 1781. La route la plus importante de l'Empire russe, la Grande Route de Sibérie, fut construite à travers la jeune ville. Ainsi, Iekaterinbourg, parmi d’autres villes du gouvernement, est devenue la ville clé de la vaste et riche Sibérie , une « fenêtre sur l’Asie ». Siège de la monnaie de Iekaterinbourg, qui produisait les quatre cinquièmes de toutes les monnaies russes, elle est aussi le théâtre d'une des premières ruées vers l'or du monde. Entre 1820 et 1845, 45 % de l'or mondial était extrait à Iekaterinbourg. Pendant la guerre civile russe, dans la nuit du 16 au 17 juillet 1918, la famille impériale russe est assassinée dans les caves de la villa Ipatiev. Durant les années soviétiques, la ville, renommée Sverdlovsk, s'est transformée en un grand centre industriel et administratif de l'Union soviétique. L' incident de l'U-2 s'est déroulé dans sa banlieue sud-est en 1960. La ville regagne sa dénomination impériale en 1991, mais l'oblast dont elle est la capitale conserve son nom soviétique. En 2018, elle  a accueilli des matchs de la Coupe du Monde de la FIFA.
Par sa population, Iekaterinbourg est la quatrième plus grande ville du pays avec 1 539 371 habitants en 2023, devancée seulement par Moscou, Saint-Pétersbourg et Novossibirsk. C'est aussi la quatrième agglomération du pays avec 2,3 millions d'habitants en 2022. Elle est un centre administratif important, avec les sièges du district militaire central, de la branche ouralienne de l'Académie des sciences de Russie, du représentant du président de la Russie dans le district fédéral de l'Oural et de 35 organes territoriaux du pouvoir fédéral. Troisième ville russe en termes du nombre de missions diplomatiques d'États étrangers, la ville est aussi appelée officieusement la « capitale de l'Oural ». L'université fédérale de l'Oural se situe dans la ville.
Son économie urbaine est la troisième la plus importante du pays, en étant un des plus grands centres du pays en matière de commerce, de finance, de tourisme, de télécommunications et de technologie de l'information. En outre, elle est une des principales plateformes logistiques du pays, avec son aéroport international, le transsibérien, 6 routes fédérales dont l'autoroute Vostok, ainsi que son périphérique. Elle est un pôle industriel important, avec d'importants secteurs métallurgiques, de l'imprimerie, alimentaires, militaires, mécaniques, optiques, entre autres.
Capitale culturelle de l'Oural, la ville est célèbre pour son architecture constructiviste, et est également considérée comme la « capitale russe du street art ». Elle compte de nombreux sites culturels en tout genre, elle est la troisième ville russe en nombre de théâtres, dont notamment le théâtre d'opéra et de ballet d'Ekaterinbourg. La ville héberge aussi la plus grande résidence princière de l'Oural, le palais Kharitonov, d'architecture néo-classique.

## Géographie

### Situation
Iekaterinbourg est située sur le pan asiatique de l'Oural, à un carrefour ferroviaire important entre toutes les régions de l'Oural et le reste de la Russie, sur la ligne du Transsibérien. Iekaterinbourg se trouve à 1 417 km à l'est-nord-est de Moscou. L’heure de Iekaterinbourg (YEKT) est UTC+5, soit deux heures d’avance sur l’heure de Moscou.

### Topographie et hydrologie
Iekaterinbourg se trouve au pied du versant oriental du massif de l'Oural. Au niveau de la ville, qui se situe à une altitude moyenne de 237 mètres, l'altitude du massif est très basse avec des cols situé à 400 mètres d'altitude. C'est donc un site de passage naturel entre la Russie européenne à l'ouest et la Sibérie à l'est. En raison de sa position, la ville est traversée par les deux grands axes de circulation reliant les deux parties de la Russie : la Route de Sibérie et le Transsibérien (train). La ville est traversée par le cours supérieur de la rivière Isset, elle-même affluent de la rivière Tobol. La ville est entourée de collines boisées, en partie défrichées pour l'agriculture, et de petits lacs.

### Climat
Iekaterinbourg subit un climat continental caractérisé par une forte amplitude des températures saisonnières. La neige recouvre le sol en moyenne 166 jours par an de la mi-octobre à la mi-avril. La hauteur de neige peut atteindre 80 cm à la fin de l'hiver. L'été est bref et dure en moyenne 65 à 70 jours. En été, les chutes de neige ne sont pas exceptionnelles. Le temps est très capricieux. Il connaît de brusques variations d'un jour sur l'autre et d'une année sur l'autre. La localisation de la ville et l'existence d'une grande variété de type de vents pouvant souffler sur celle-ci sont à l'origine de ces sautes d'humeur du climat.
- Température record la plus basse : −46,7 °C (décembre 1978)
- Température record la plus haute : 38,8 °C (juil. 1911)
- Nombre moyen de jours avec de la neige dans l'année : 130
- Nombre moyen de jours de pluie dans l'année : 115
- Nombre moyen de jours avec de l'orage dans l'année : 24
- Nombre moyen de jours avec tempête de neige dans l'année : 29

| Mois                              | jan.  | fév.  | mars | avril | mai  | juin | jui. | août | sep. | oct. | nov. | déc.  | année |
| --------------------------------- | ----- | ----- | ---- | ----- | ---- | ---- | ---- | ---- | ---- | ---- | ---- | ----- | ----- |
| Température minimale moyenne (°C) | −17   | −15,6 | −8,6 | −0,3  | 5,3  | 11,2 | 13,4 | 10,7 | 5,6  | −0,5 | −9,3 | −13,9 | −1,6  |
| Température moyenne (°C)          | −13,6 | −11,6 | −4,2 | 4,4   | 11,1 | 16,9 | 18,5 | 15,3 | 9,5  | 2,4  | −6,3 | −10,7 | 2,6   |
| Température maximale moyenne (°C) | −10   | −7,1  | 0,8  | 10    | 16,8 | 22,6 | 23,8 | 20,5 | 14,4 | 6    | −3,1 | −7,5  | 7,3   |
| Précipitations (mm)               | 23    | 19    | 16   | 28    | 44   | 69   | 92   | 68   | 55   | 39   | 30   | 25    | 508   |

## Histoire

### Empire russe

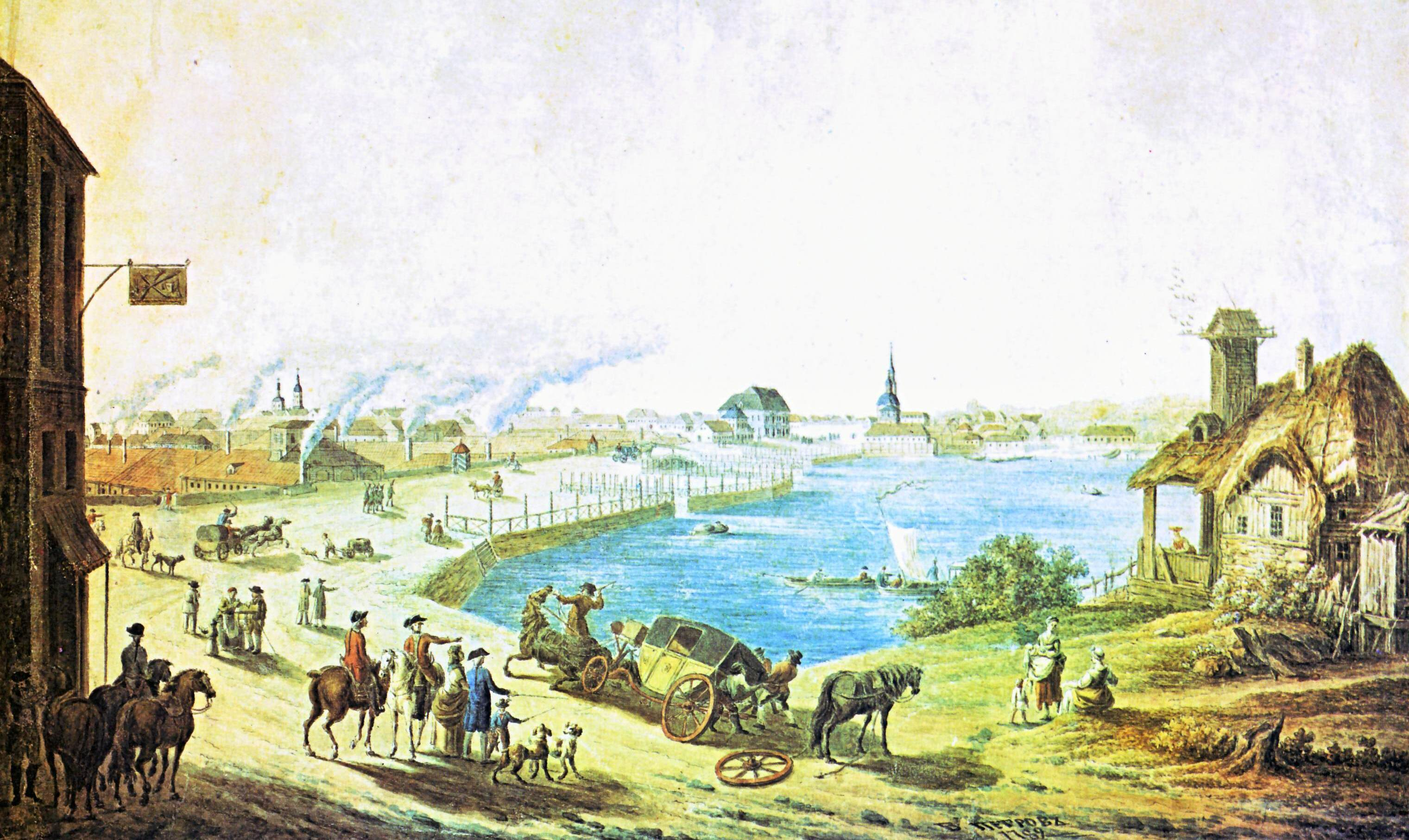
Ekaterinbourg en 1789.

La ville est fondée en 1723 par Vassili Tatichtchev, responsable des forges, pour devenir une capitale régionale. Son emplacement a été retenu parce qu'il se situe dans le prolongement de la route Moscou-Kazan et à proximité d'un des cols les plus bas franchissant l'Oural. La ville prend le nom de la femme de l'empereur Pierre le Grand, l'impératrice Catherine, future impératrice régnante sous le nom de Catherine Ire (en russe : Екатерина, Iekaterina).
L'Oural est un massif métallifère particulièrement riche et de nombreuses exploitations minières sont ouvertes pour exploiter les gisements de fer, de cuivre ainsi que de charbon. Iekaterinbourg devient le centre administratif de l'industrie minière de l'Oural et de la Sibérie. La ville se spécialise dans la production de la fonte et du cuivre, la réalisation de canons et la fabrication d'acier. Un atelier monétaire est ouvert en 1735 qui frappera jusqu'à 80 % de la monnaie en cuivre du pays. À partir de 1763 on commence à construire la Route de Sibérie qui relie Iekaterinbourg à la Chine en passant par la Sibérie. Les premières entreprises mécaniques sont créées à compter du début du XIXe siècle. Entre 1878 et 1888, un réseau de voies ferrées est construit reliant la ville aux villes voisines de Perm, Tioumen et Tcheliabinsk. Les liaisons ferroviaires dynamisent l'activité. Des établissements de crédit sont ouverts. La population passe entre 1897 et 1917 de 44 200 à 71 500 habitants.

### Période soviétique

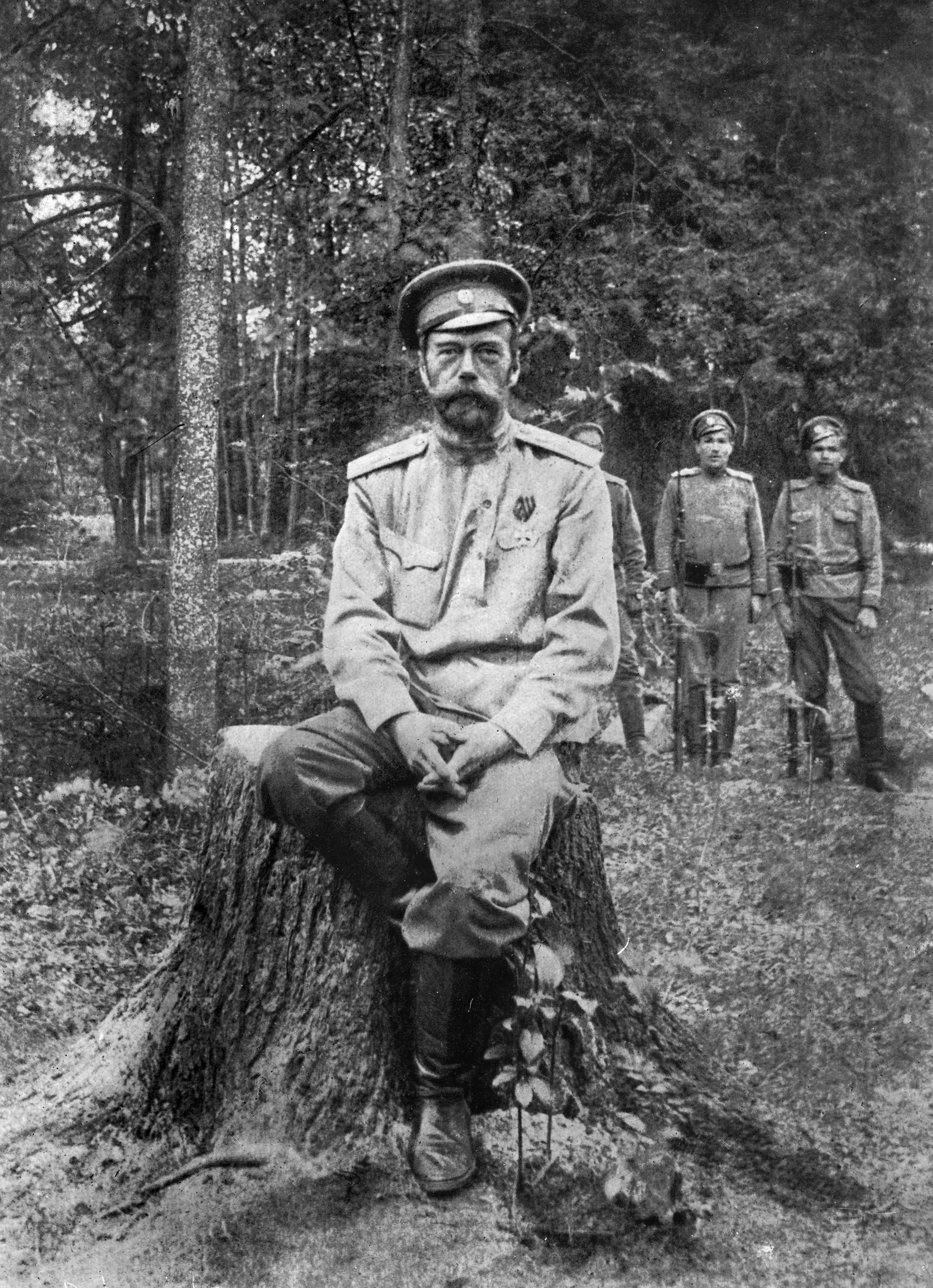
Nicolas II en captivité à Tsarskoïe Selo en 1917.

Peu après la révolution d'Octobre, l'empereur Nicolas II, sa femme Alexandra Fedorovna et leurs enfants les grandes-duchesses Olga, Tatiana, Maria, Anastasia et le tsarévitch Alexis sont assassinés dans les caves de la villa Ipatiev, le 17 juillet 1918. En 2008, à la suite d'analyses ADN, le laboratoire de la faculté de médecine de l'université du Massachusetts a publié ses résultats, confirmant que tous les membres de la famille Romanov ont bien été exécutés. Le peloton d'exécution était sous les ordres du chef de la Tchéka locale, Iakov Iourovski.

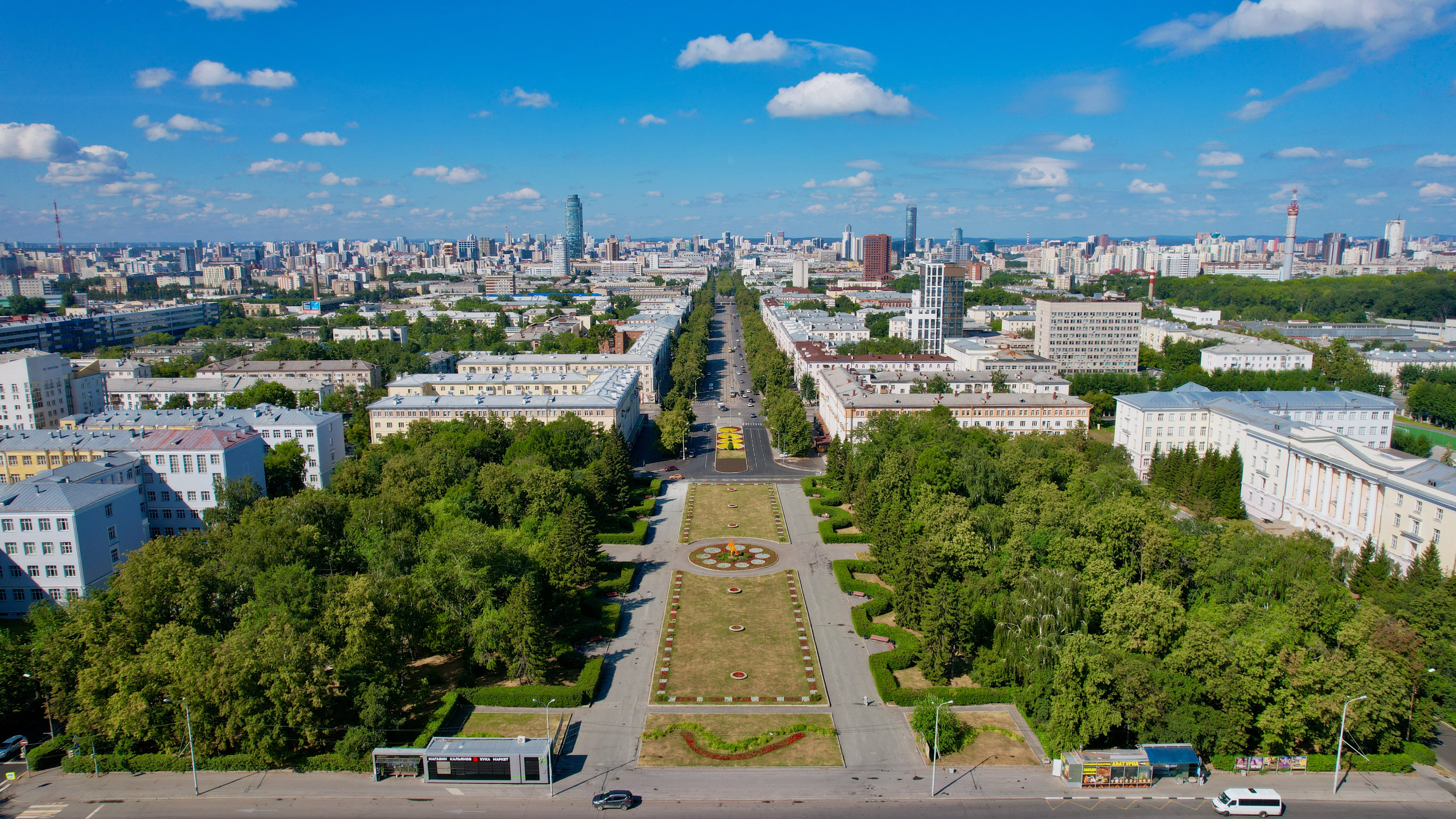
La perspective Lénine, principale artère de la ville.

En 1941, l'Armée rouge est rapidement en grande difficulté face à l'armée allemande, qui a atteint les portes de Moscou. Après avoir repris le contrôle de la situation militaire, le gouvernement dirigé par Staline décide d'évacuer vers l'Est toutes les usines d'armement de la région moscovite, par des dizaines de milliers de trains. Ces usines sont transférées à Iekaterinbourg et plus généralement dans tout l'Oural, hors de portée des bombardiers allemands. À partir de cette époque, la ville et sa région prennent un essor considérable dans le cadre du complexe militaro-industriel de l'ère soviétique, au centre duquel elles se trouvent, la ville est alors interdite aux étrangers : elle est déclarée ville fermée de 1960 à 1990.
C'est dans la banlieue de Iekaterinbourg que l'avion-espion américain U-2, piloté par Gary Powers, est abattu en 1960.
La ville connaît une épidémie de maladie du charbon, (en anglais : anthrax) en avril et mai 1979. Les autorités soviétiques de l'époque l'attribuent à de la viande contaminée. Cependant, les autorités américaines pensent que les habitants ont peut-être inhalé des spores échappées accidentellement d'une installation militaire de production d'arme biologique. L'accident est officiellement reconnu en 1992 par Boris Eltsine, ancien secrétaire général du parti communiste de la ville et de la région (oblast). Il semblerait que d'autres fuites (au moins une) se soient produites, mais le silence le plus total est encore maintenu à ce sujet.

### Depuis 1991
Iekaterinbourg retrouve son ancien nom en 1991 après la chute du régime communiste. L'oblast dont elle est la capitale a toutefois gardé son appellation soviétique : oblast de Sverdlovsk.
Le 8 septembre 2013, Evgueni Roïzman, opposant à Vladimir Poutine et soutenu par la Plate-forme civique de l'oligarque Mikhaïl Prokhorov, est élu maire. Son élection compense pour l'opposition la défaite controversée d'Alexeï Navalny à Moscou. Début avril 2018, malgré les protestations de milliers de citoyens, l'élection du maire de Iekaterinbourg est abolie et remplacée par la nomination d'un maire proposé par une commission parlementaire. Roïzman refuse de signer cette réglementation et démissionne. Il est remplacé par Alexandre Vyssokinski (ru) qui devient le nouveau chef de la ville (ru).

## Politique et administration

### Statut
La ville a le statut de ville d'importance régionale au sein de son oblast.

### Résultats électoraux
Résultats électoraux dans l'okroug urbain de Iékaterinbourg, qui comprend plusieurs localités environnantes. 
| Scrutin          | 1er tour | 1er tour | 1er tour | 1er tour | 1er tour | 1er tour | 1er tour | 1er tour | 1er tour | 1er tour | 1er tour | 1er tour | 2d tour     | 2d tour     | 2d tour     | 2d tour     | 2d tour     | 2d tour     | 2d tour     | 2d tour     | 2d tour     |
| Scrutin          | 1er      | 1er      | %        | 2e       | 2e       | %        | 3e       | 3e       | %        | 4e       | 4e       | %        | 1er         | 1er         | %           | 2e          | 2e          | 3e          | %           | 4e          | %           |
| ---------------- | -------- | -------- | -------- | -------- | -------- | -------- | -------- | -------- | -------- | -------- | -------- | -------- | ----------- | ----------- | ----------- | ----------- | ----------- | ----------- | ----------- | ----------- | ----------- |
| Maïorale 2013    |          | PC       | 32,31    |          | ER       | 30,71    |          | KPRF     | 4,56     |          | RPS      | 3,40     |             | PC          | 52,65       |             | ER          | 41,44       |             |             |             |
| Municipales 2013 |          | ER       | 28,11    |          | SRZP     | 17,78    |          | PC       | 13,42    |          | RPS      | 9,41     | Tour unique | Tour unique | Tour unique | Tour unique | Tour unique | Tour unique | Tour unique | Tour unique | Tour unique |
| Municipales 2018 |          | ER       | 31,5     |          | SRZP     | 20,66    |          | KPRF     | 23,02    |          | LDPR     | 13,77    | Tour unique | Tour unique | Tour unique | Tour unique | Tour unique | Tour unique | Tour unique | Tour unique | Tour unique |
| Municipales 2023 |          | ER       | 41,87    |          | LDPR     | 14,6     |          | KPRF     | 12,35    |          | SRZP     | 11,14    | Tour unique | Tour unique | Tour unique | Tour unique | Tour unique | Tour unique | Tour unique | Tour unique | Tour unique |

## Population et société

### Démographie
Comme presque toutes les grandes villes russes, Iekaterinbourg a connu une croissance démographique spectaculaire sous le régime soviétique passant entre 1917 et 1989 de moins de 100 000 à plus de 1,3 million d'habitants. L'éclatement de l'Union soviétique entraine en 1990 une chute de la population qui se poursuit durant quelques années. Au début des années 2000, la ville renoue avec la croissance mais l'augmentation est beaucoup plus modérée qu'avant 1990. En 2015, les naissances l'emportaient sur les décès avec 15,8 naissances contre 11,2 décès pour 1 000 personnes entrainant une augmentation naturelle de 6 749 personnes par an. Cette année-là les apports migratoires étaient encore plus importants avec un solde positif de 9 580 personnes provenant à hauteur de 54,1 % de la région de Sverdlovsk, 18,2 % d'autres régions de la Russie, le solde provenant de pays étrangers (Ukraine, Kazakhstan, etc.). En avril 2017, Iekaterinbourg comptait près de 1,5 million d'habitants, en faisant la ville la plus peuplée de l'Oural et la quatrième ville la plus peuplée de Russie après Moscou, Saint-Pétersbourg et Novossibirsk.
|  |  |

| 1724  | 1781  | 1807   | 1836   | 1856   | 1877   |
| ----- | ----- | ------ | ------ | ------ | ------ |
| 4 000 | 7 969 | 10 023 | 17 973 | 16 900 | 30 274 |

| 1887   | 1897*  | 1917   | 1926*   | 1939*   | 1956    |
| ------ | ------ | ------ | ------- | ------- | ------- |
| 37 399 | 43 239 | 71 590 | 136 494 | 423 302 | 700 000 |

| 1959*   | 1967    | 1970*     | 1979*     | 1989*     | 1990      |
| ------- | ------- | --------- | --------- | --------- | --------- |
| 778 602 | 961 000 | 1 025 045 | 1 211 172 | 1 364 621 | 1 304 000 |

| 1998      | 2002*     | 2010*     | 2012      | 2013      | 2014      |
| --------- | --------- | --------- | --------- | --------- | --------- |
| 1 272 000 | 1 293 537 | 1 349 772 | 1 377 738 | 1 396 074 | 1 412 346 |

| 2015      | 2016      | 2017      | - | - | - |
| --------- | --------- | --------- | - | - | - |
| 1 428 262 | 1 444 439 | 1 455 904 | - | - | - |

### Enseignement

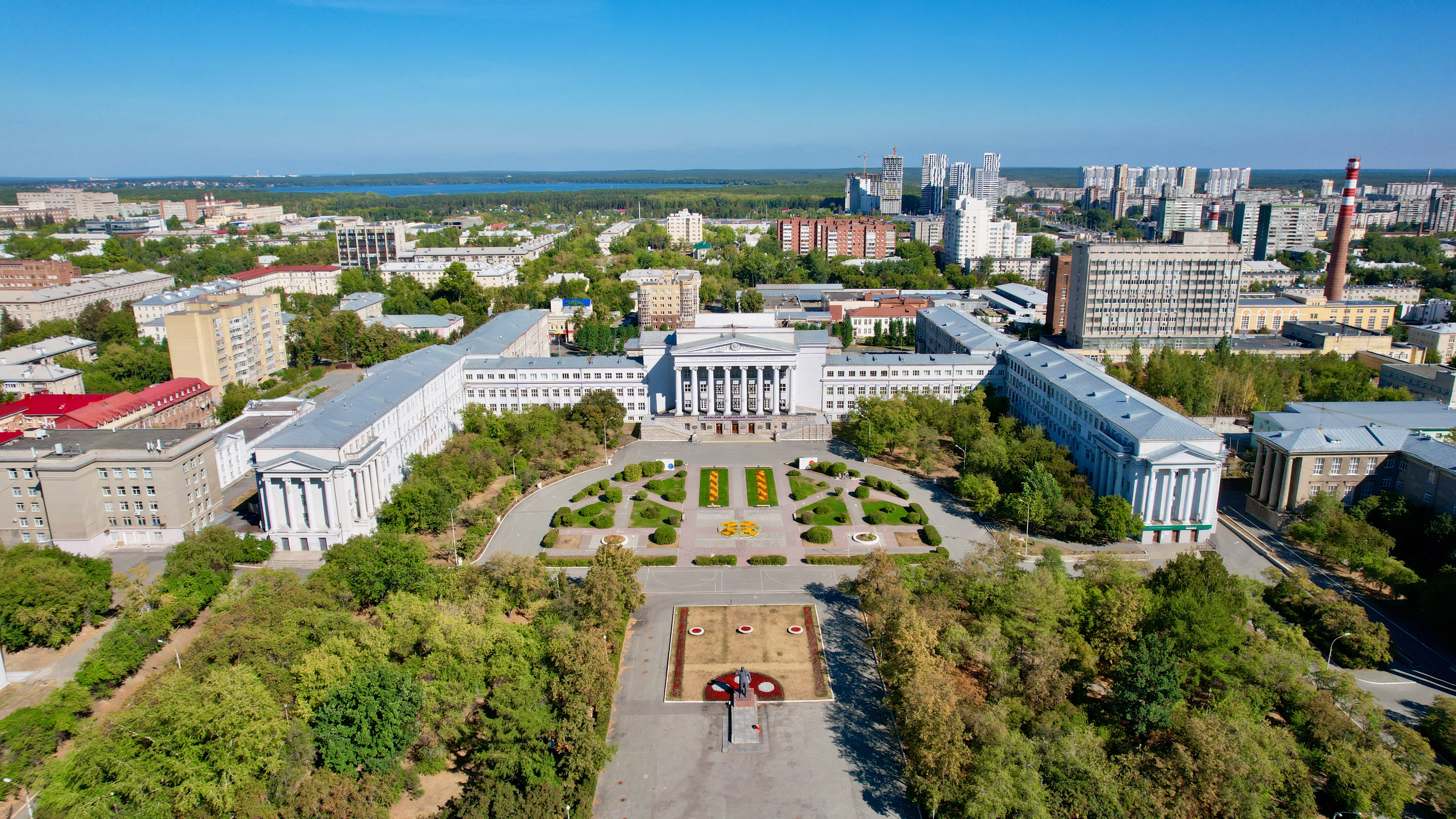
Université fédérale de l'Oural.

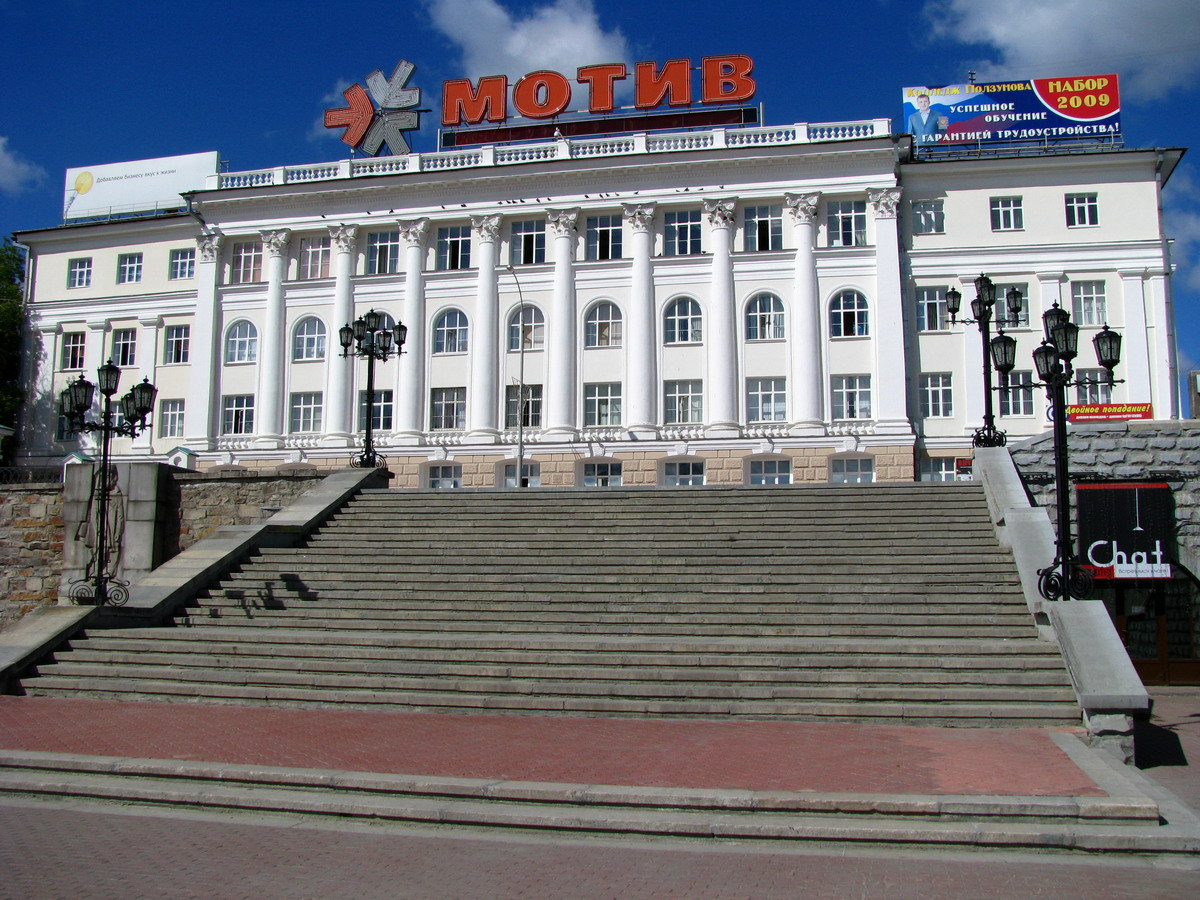
Collège d'État Polzounov.

La ville abrite de nombreux établissements d'enseignement secondaire et universitaire, dont la fameuse université des Mines de l'Oural, fondée en 1914. Le collège Polzounov est le plus ancien établissement d'enseignement professionnel (fondé au XVIIIe siècle) de l'Oural. L'École militaire Souvorov d'Ekaterinbourg est l'un des établissements d'enseignement secondaire militaire parmi les plus prestigieux de Russie.
En 2011, une nouvelle université fédérale (qui porte le nom de Boris Eltsine), est créée par la fusion de deux grands établissements : l'université technique d'État de l'Oural et l'université d'État de l'Oural. Cette université est l'une de dix universités fédérales fondées par le ministère de l'Éducation et de la Science.
Autres universités :
- Université des sciences humaines
- Université d'État de transport ferroviaire de l'Oural (Université d'État des voies de communication de l'Oural)
- Université d'État de droit de l'Oural
- Académie d'État d'architecture et d'arts de l'Oural
- Conservatoire d'État de l'Oural Modeste-Moussorgski
- Université pédagogique d'État de l'Oural
- Université d'État d’agriculture de l'Oural
- Institut d'affaires internationales
- Université d'État de sylviculture de l'Oural
- Université d'État d'économie de l'Oural
- Académie d'art contemporain d'Iekaterinbourg
- Institut du service public de l'Oural (Académie russe de l’économie nationale et du service public auprès du Président de la Fédération de Russie)

### Sports
- Le football est représenté par le club du FK Oural Iekaterinbourg
- Le volley-ball féminin est représenté par le club d'Ouralotchka Iekaterinbourg
- Le basket-ball féminin est représenté par le club de l'UMMC Iekaterinbourg
- Le tennis de table est représenté par le club du TTSC UMMC Ekaterinbourg

Lors de la Coupe du monde de football de 2018, le stade Central, reconstruit pour l'occasion, accueille 4 rencontres.

## Économie
De nos jours, Iekaterinbourg est une grande ville industrielle. Elle produit des machines-outils pour l'industrie mécanique et la métallurgie (usine Ouralmach), de l'acier, des trains (production du Desiro RUS : Développé par Siemens AG mais fabriqué à Ekaterinbourg) des produits chimiques, des pneus, et relance son industrie plasturgique. Le travail des pierres précieuses est une industrie légère bien développée. Grâce à sa production d'acier, elle est le cœur industriel de l'Oural.
L'arrondissement Akhademia de la ville (raïon) est un peu isolé à environ 5 km au sud du centre. Son nom est lié au fait qu'il regroupe divers instituts de l'Académie des sciences de Russie. Pour parvenir à ce raïon il faut franchir l'autoroute périphérique et traverser un bois de sapins et de bouleaux. L'accès à cet arrondissement isolé était strictement contrôlé pour des raisons de sécurité, durant l'époque soviétique. Un très vaste projet d'extension de la ville y a été décidé. Ses promoteurs, le gouvernement local et le groupe pétrolier et d'aluminium Renova, veulent en faire un exemple tant architectural qu'environnemental dans une région durement touchée par des pollutions industrielles et militaires. Cette extension devrait s'étendre sur 1 200 ha et accueillir 350 000 habitants.
Hôtel Hyatt
En février 2009, après trois ans de travaux, l'agence parisienne Valode & Pistre et le groupe français Bouygues ont terminé la construction de l'hôtel Hyatt d'Ekaterinbourg. Haut de 85 m, il s'agit du premier bâtiment achevé d'EkatCity, nouveau quartier au cœur de la capitale de l'Oural qui comprendra quatre tours dont une de 400 m. L'établissement offre une surface de 35 000 m2. Drapées derrière une façade convexe entièrement vitrée, référence selon Jean Pistre « aux concours de sculptures de glace très populaire dans cette région », les 300 chambres donnent toutes sur la rivière Isset ou sur la cathédrale. Pour éviter l'effet « paroi froide » une succession de trois lames de verre entre lesquelles est pulsé de l'air chaud a été posée niveau par niveau.

### Transports et axes de communication
Ekaterinbourg est à la fois un carrefour routier et ferroviaire entre la Russie européenne et asiatique. La ville dispose d'un réseau de transports en commun qui utilise toute la gamme des moyens de transport : métro, tramway, trolleybus, bus et train de banlieue.

#### Réseau routier

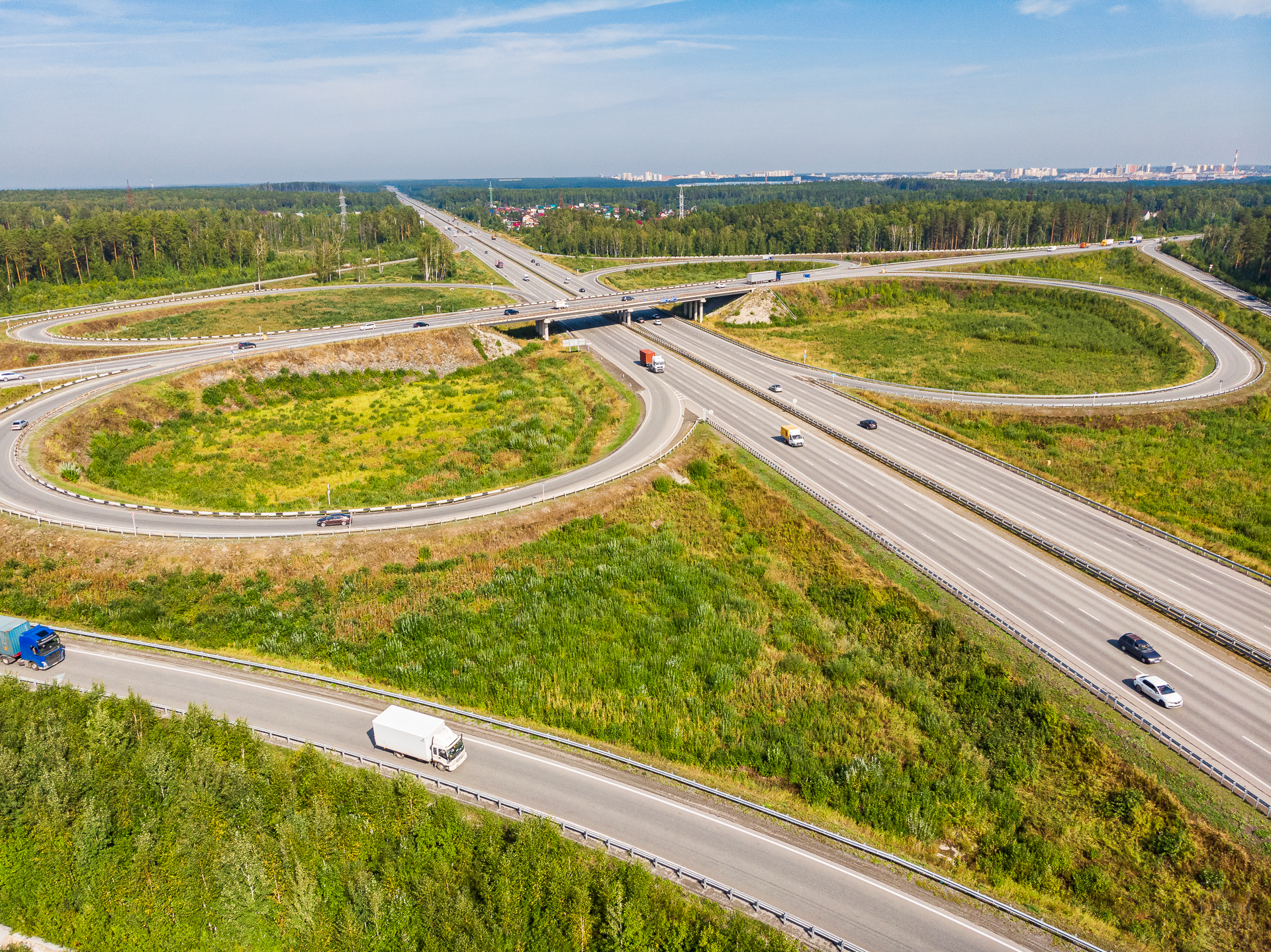
Périphérique de la ville.

Une route fédérale, la R242, relie Ekaterinbourg à Perm et, au-delà, à Kazan. Comme toutes les villes russes, la ville doit faire face à une augmentation très rapide de son parc automobile (progression annuelle comprise entre 6 et 14 %) qui a porté à saturation le réseau routier de la ville. Depuis septembre 2022, la ville dispose d'une ceinture périphérique complète autour de la ville; l'EKAD. D'ici 2024, la ville devrait voir la M12 arriver, qui la reliera à Moscou.
La route régionale R352, surnommée route de Serov, relie la ville à Nijni Taguil et Serov ainsi que les autres villes du nord de l'oblast. Elle revêt un caractère autoroutier jusqu'à Nijni Taguil.

#### Transport ferroviaire longue distance

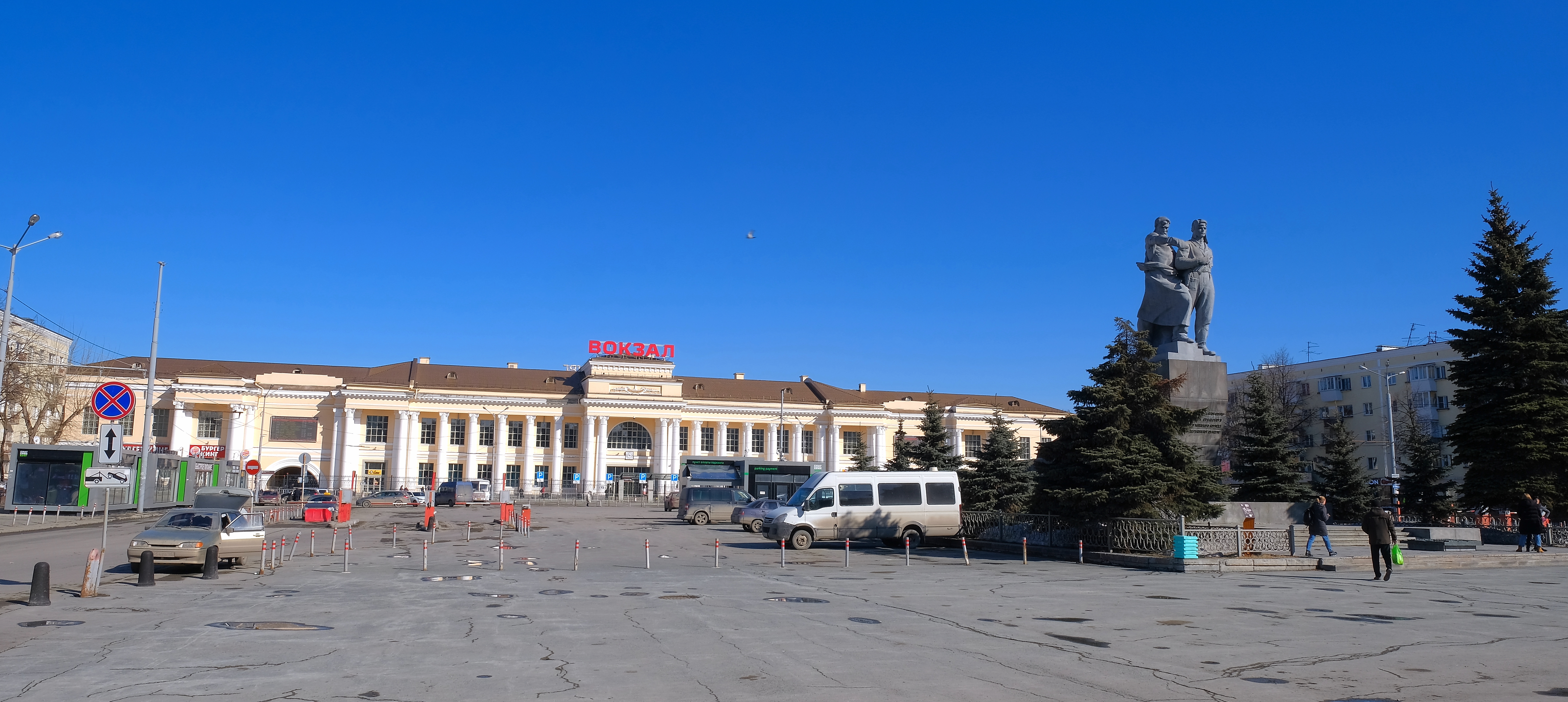
Place Privokzalnaïa

La ville est reliée par le train à tous les arrêts du Transsibérien de Moscou à Vladivostok. C'est par ailleurs un nœud ferroviaire pour la région avec des dessertes régulières circulant sur 7 lignes desservant notamment Perm et Tcheliabinsk. La gare d'Iekaterinbourg est la gare principale de la ville.

#### Transports en commun
Le principal moyen de transport en commun d'Iekaterinbourg est le tramway. Le réseau comprend 185 kilomètres de lignes qui ont transporté en 2013 128 millions de passagers. La fréquentation est en chute libre : en 2003 ce chiffre était de 245 millions passagers. La ville dispose depuis 1991 d'une ligne de métro unique longue de 12,7 kilomètres comprenant 9 stations. Le métro a transporté environ 50 millions de passagers en 2015. La ville dispose également d'un réseau de trolleybus (168 km et 78 millions de passagers transportés en 2006) et un réseau de bus (93 lignes et 115 millions de passagers en 2007).

#### Aéroport
La ville est desservie par un aéroport, l'aéroport de Koltsovo. Pour accueillir les spectateurs qui assistent aux rencontres de la Coupe du monde de football de 2018 des travaux ont été effectués à l'aéroport portant sur la reconstruction du quai et de la deuxième piste d'atterrissage avec tout l'équipement nécessaire. En outre, des travaux de préparation du terminal de passagers, de modernisation de l'infrastructure technique ont été effectués et un hangar pour l'aviation commerciale a été mis en exploitation. La capacité de l'aéroport a été portée à deux mille personnes par heure.

## Culture locale et patrimoine

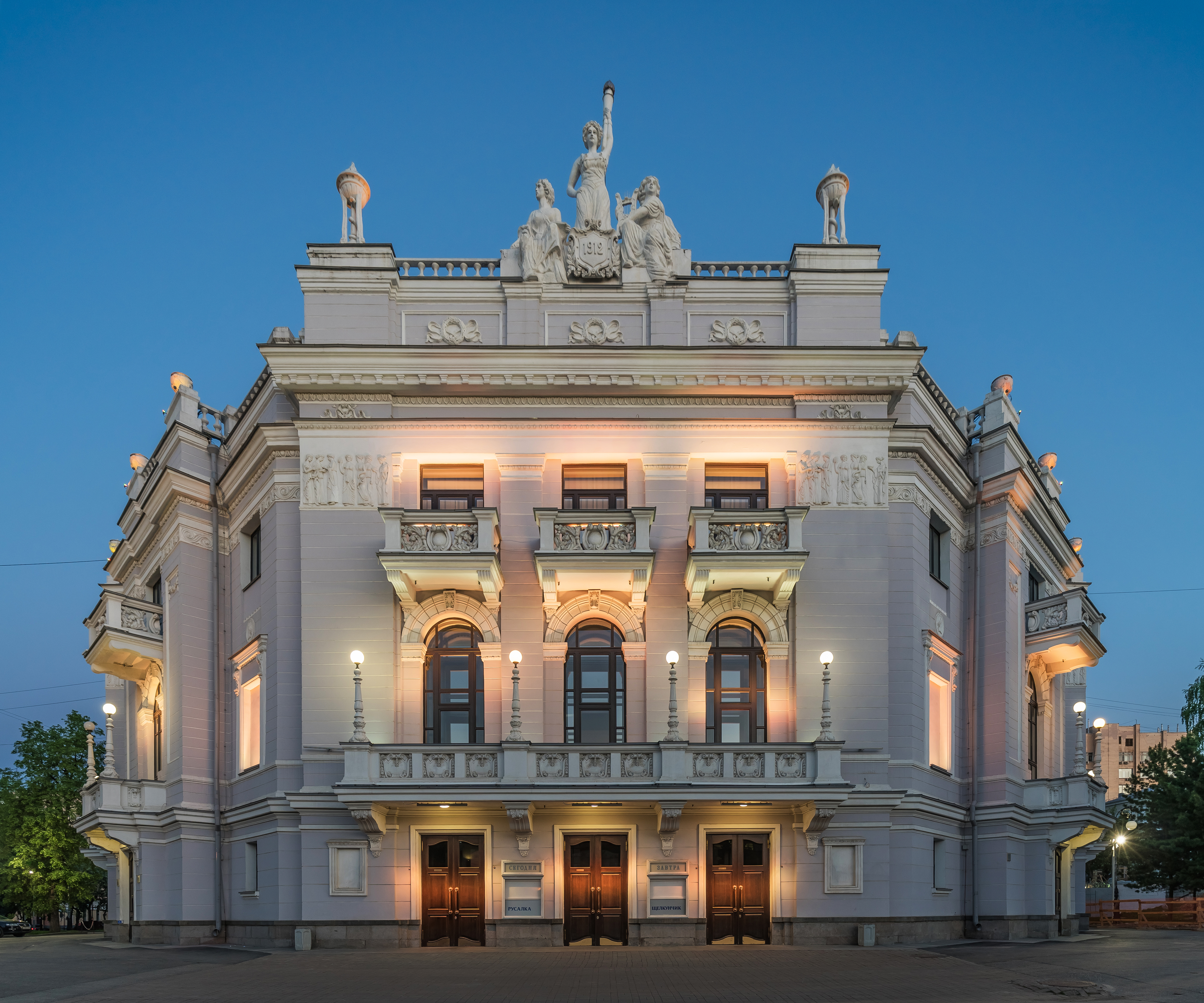
L'opéra de Iekaterinbourg, avec les muses à son sommet. Mai 2019.

La ville est un centre culturel important pour la région de l'Oural ainsi que pour la Russie. Elle possède notamment de nombreuses universités, un conservatoire, une Alliance française, et des instituts dans les domaines polytechniques, miniers (dont la fameuse université des Mines de l'Oural), forestiers, agricoles, de droit, de médecine et d'enseignement. La branche de l'Oural de l'Académie des sciences, avec plus de 70 instituts ainsi que de nombreux autres établissements de recherche scientifique y sont installés.
Le patrimoine culturel comprend de nombreux musées et théâtres. Le musée géologique de l'Oural présente tout sorte de roches de la région. L'Opéra de la ville a été construit en 1912 en utilisant pour sa partie technique les mêmes plans améliorés qu'au Bolchoï de Moscou. La Philharmonie accueille un grand orchestre et sa chorale de 80 choristes. Cet orchestre philharmonique international a été classé par les instances fédérales comme étant, par sa qualité, le deuxième de Russie. Il a participé à Paris à l'inauguration de la salle Pleyel rénovée, et il se produit dans le monde entier. Le palais Kharitonov (1794), sur la colline de l’Annonciation, est la plus grande résidence princière de l'Oural. Le Clavier (2005) est une sculpture hommage à l'informatique.

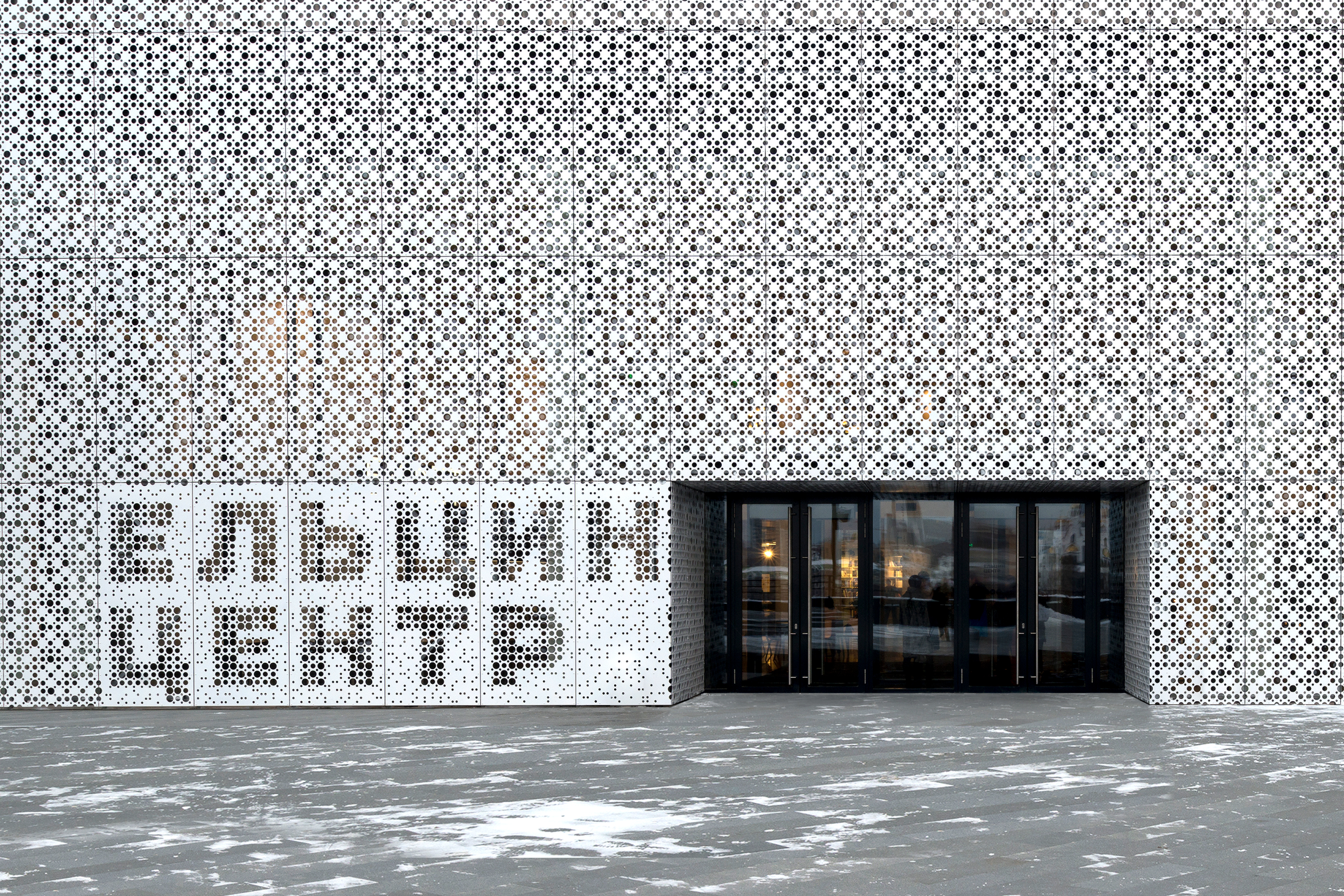
Centre Boris-Eltsine

Iekaterinbourg abrite le centre présidentiel Boris Eltsine. À l'image des bibliothèques présidentielles américaines, il s’agit d’un centre culturel et muséal qui tente de résumer l’héritage des années 1990 et la présidence du premier président russe élu démocratiquement, Boris Eltsine, dont la vie est liée à la ville. Le bâtiment qui abrite le centre a été conçu par l'architecte russe contemporain Boris Bernaskoni.

### Patrimoine religieux

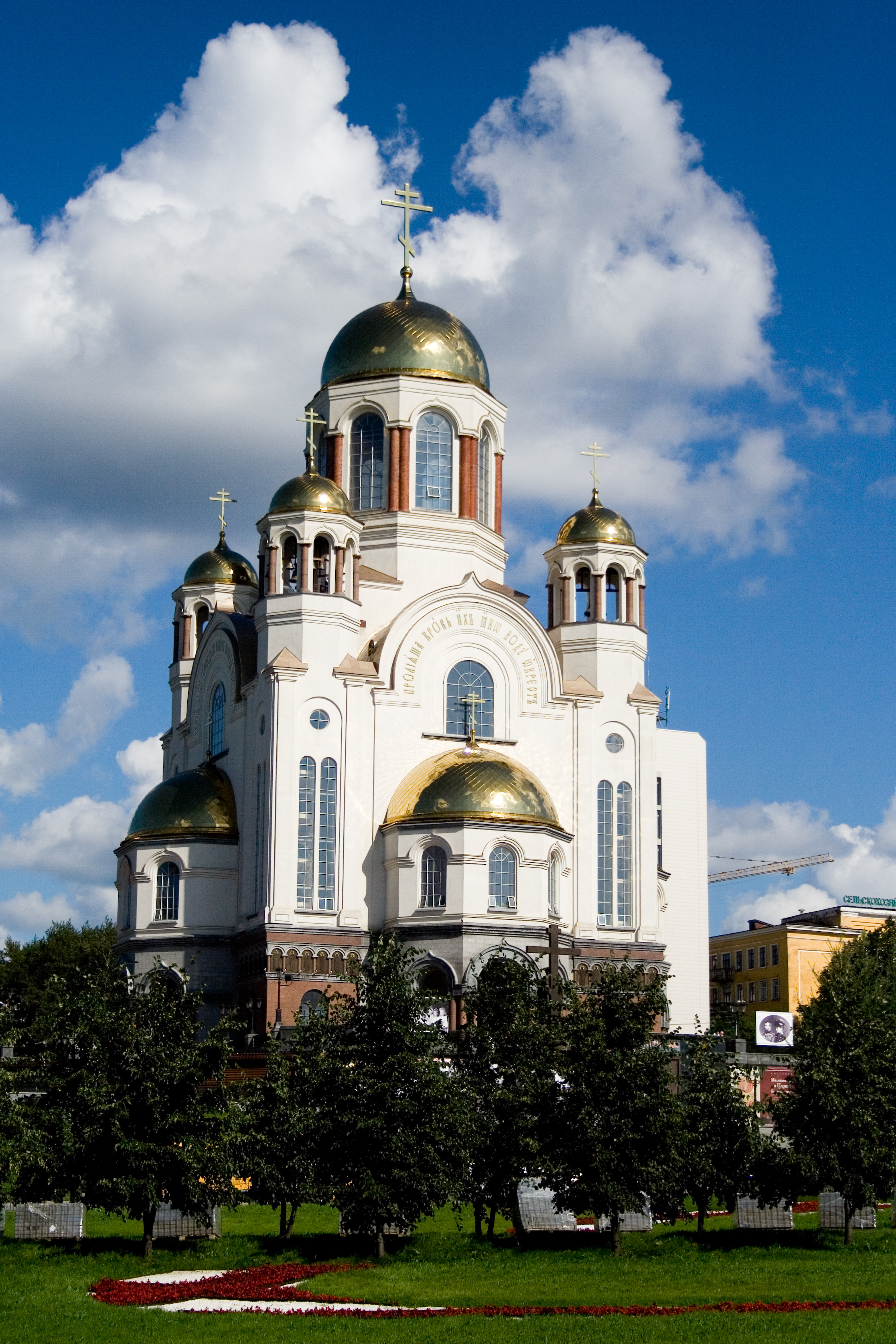
L'église de Tous-les-Saints, construite à l'emplacement de la Maison Ipatiev.

- L'église de Tous-les-Saints-sur-le-Sang-Versé a été construite entre 2000 et 2003 sur le lieu de l'assassinat de la famille impériale, le 17 juillet 1918.

Il existe de nombreuses églises orthodoxes dans cette grande métropole de l'Oural, dont la plus ancienne (1770-1789) est l'église de l'Ascension, offrant un beau panorama de la ville. L'église Saint-Alexandre-Nevski (monastère de ND de Tikhvine) offre un bel exemple de classicisme et l'église de la Transfiguration (XIXe siècle est tout à fait pittoresque. L'immense église de style néo-byzantin Saint-Maximilien (ou la grande église de Saint-Jean-Chrysostome, selon le nom d'une de ses chapelles latérales), datant des années 1840 et détruite dans les années 1930 vient d'être reconstruite et une première cérémonie liturgique s'y est tenue en août 2008. La cathédrale Saint-Jean-Baptiste, consacrée en 1860, était la seule église orthodoxe ouverte pendant la période soviétique. De nouvelles églises voient le jour comme Saint-Pantéleimon, la petite église de l'Assomption (construite en 1994 dans un ancien cinéma) ou la jolie église blanche et bleue de la Nativité-du-Seigneur (2000). Quant à la cathédrale de la Trinité de couleur jaune et de style classique, elle a été restaurée pour servir de siège au diocèse orthodoxe (éparchie) d'Ekaterinbourg. La première église de la ville à avoir été restaurée fut celle du Sauveur (1876) en 1989. Une paroisse catholique (Sainte-Anne) a été reformée en 1990.
La synagogue d'Ekaterinbourg a été inaugurée en 2005.

## Parcs et jardins
- Cimetière de Chirokaïa Retchka à l'ouest du centre urbain

## Jumelages
La ville est jumelée avec :
- Annaba (Algérie) depuis le 14 août 2009
- Arvada (États-Unis) dans l'État du Colorado

## Galerie

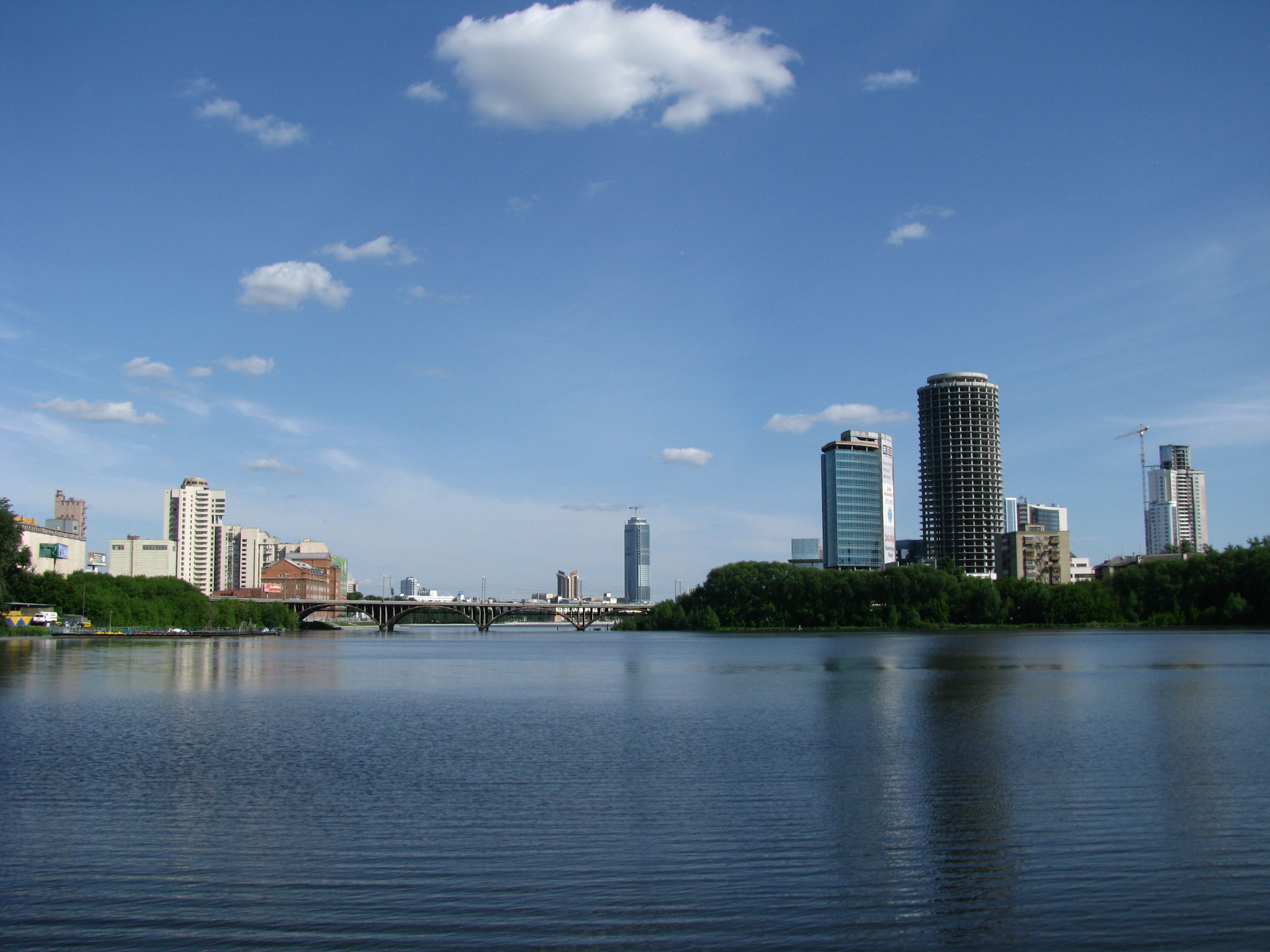
Panorama du lac municipal
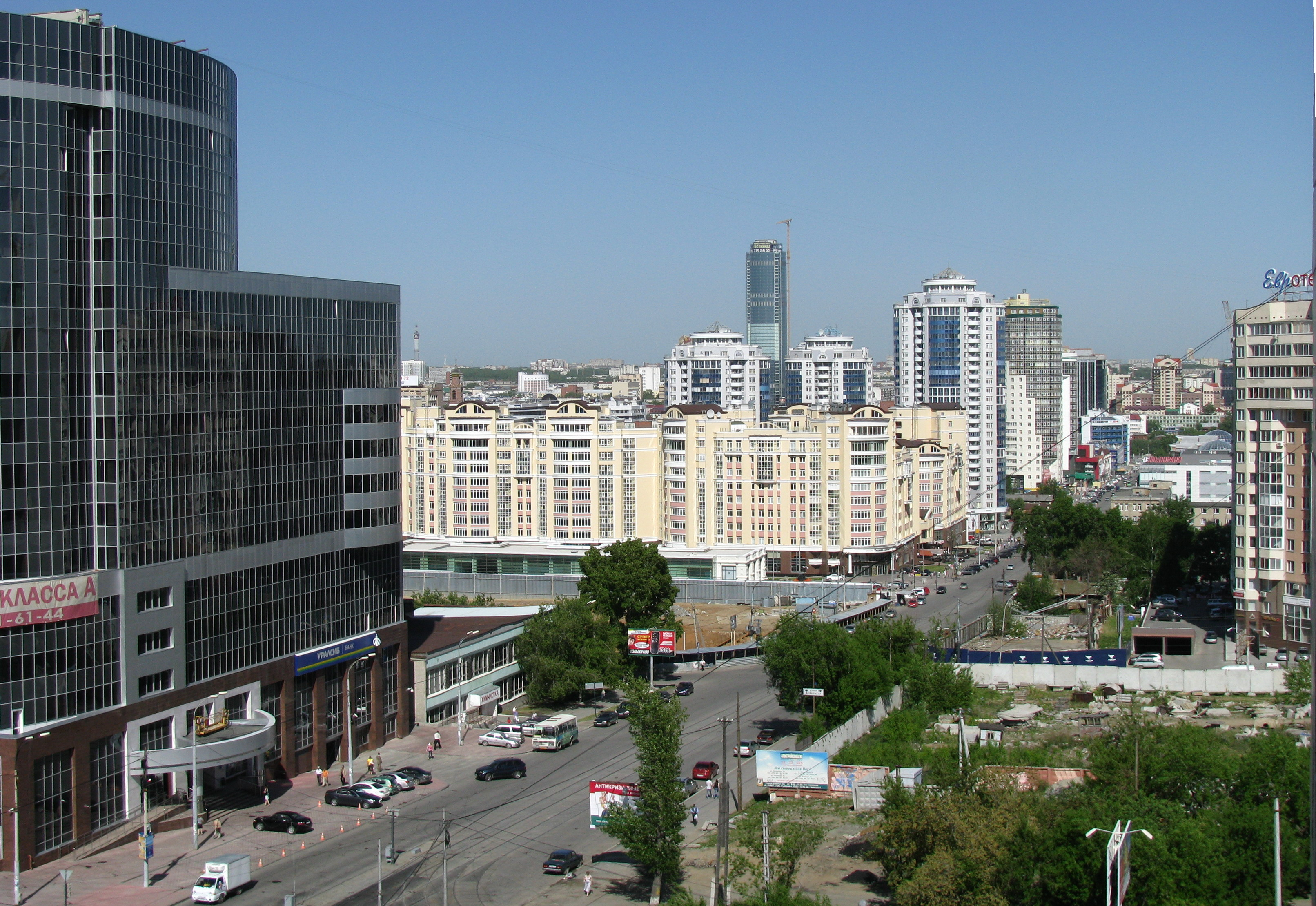
Rue Radichtchev
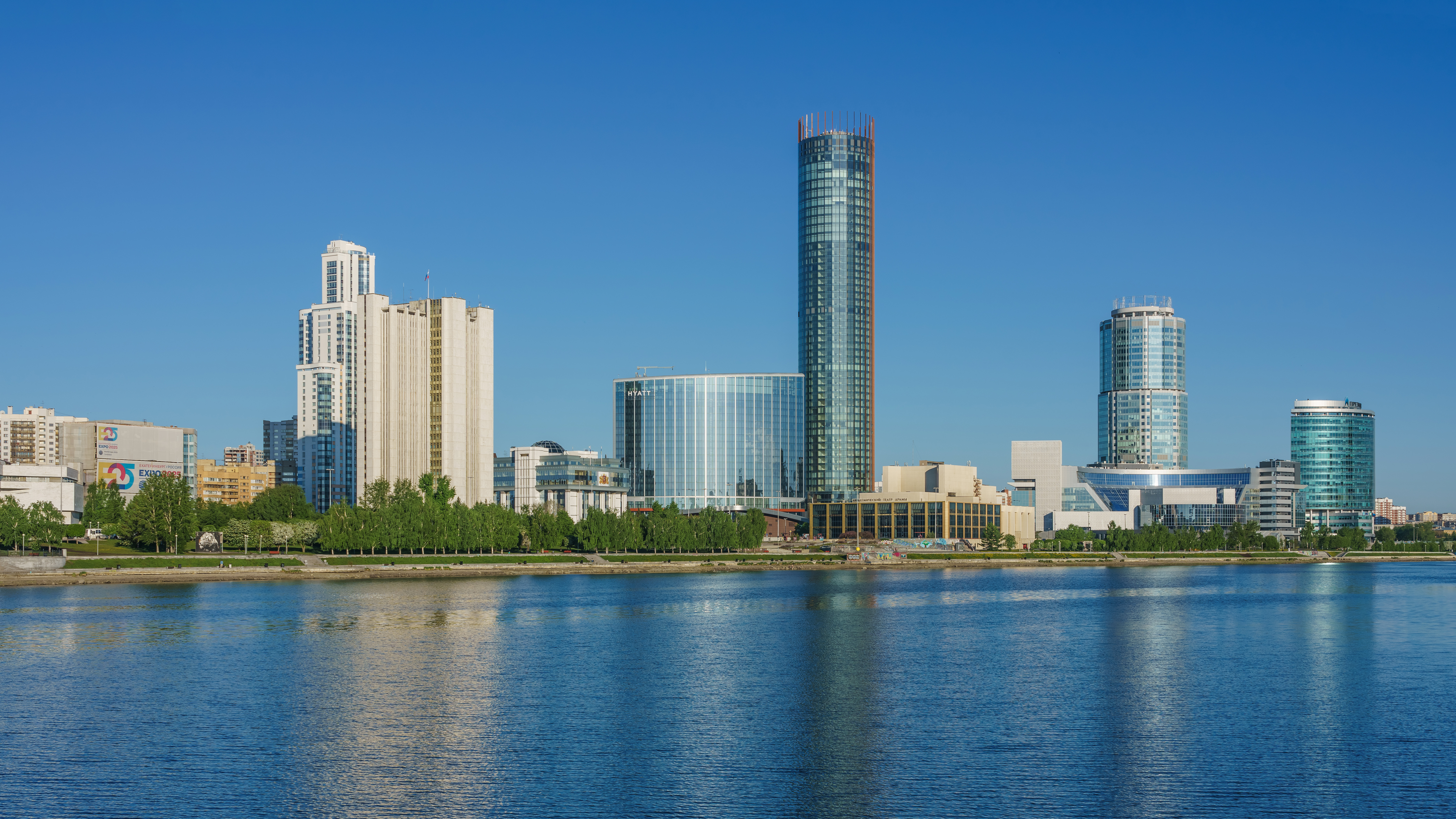
Lac municipal
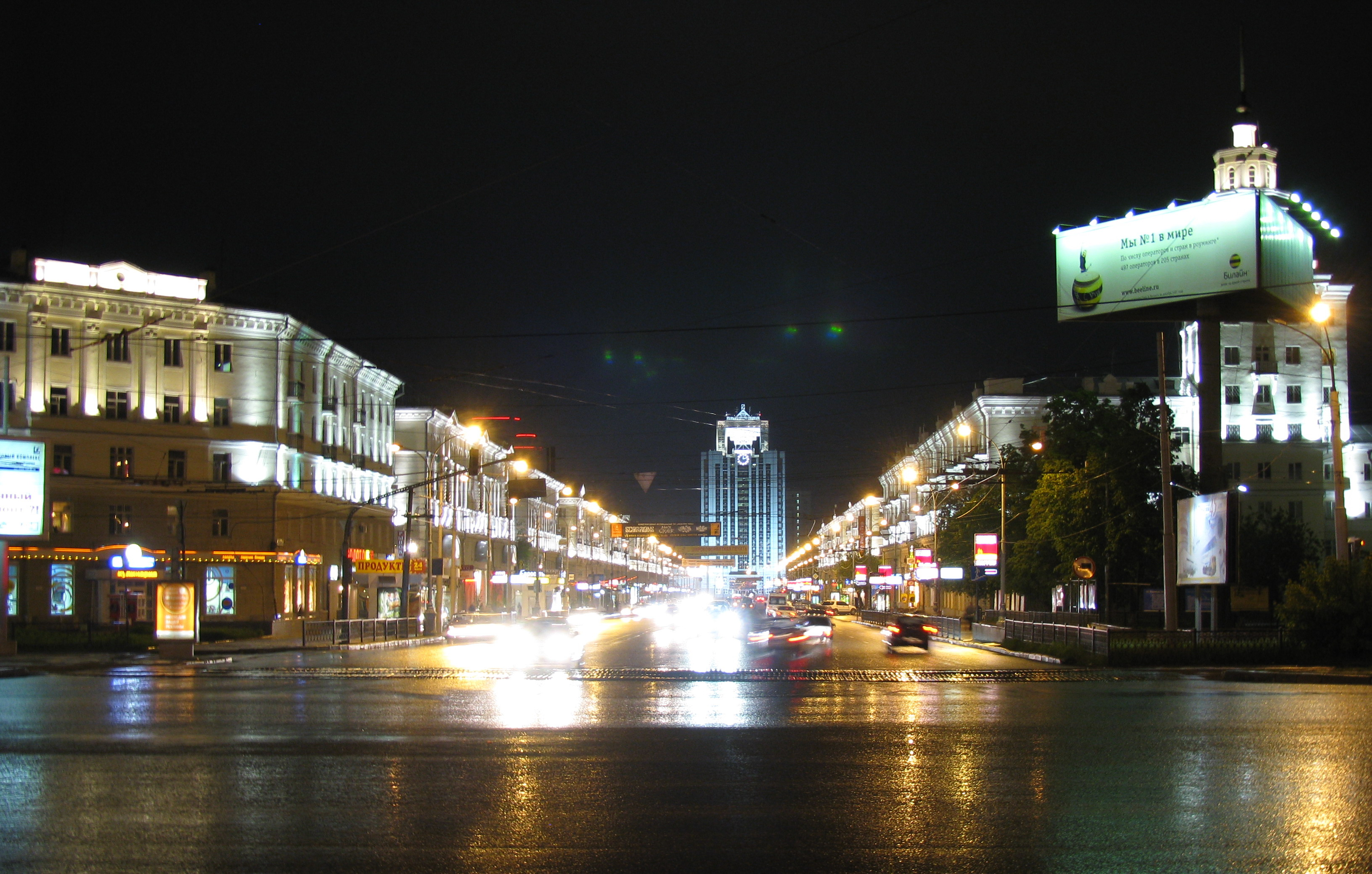
Rue Sverdlov (vue de nuit)
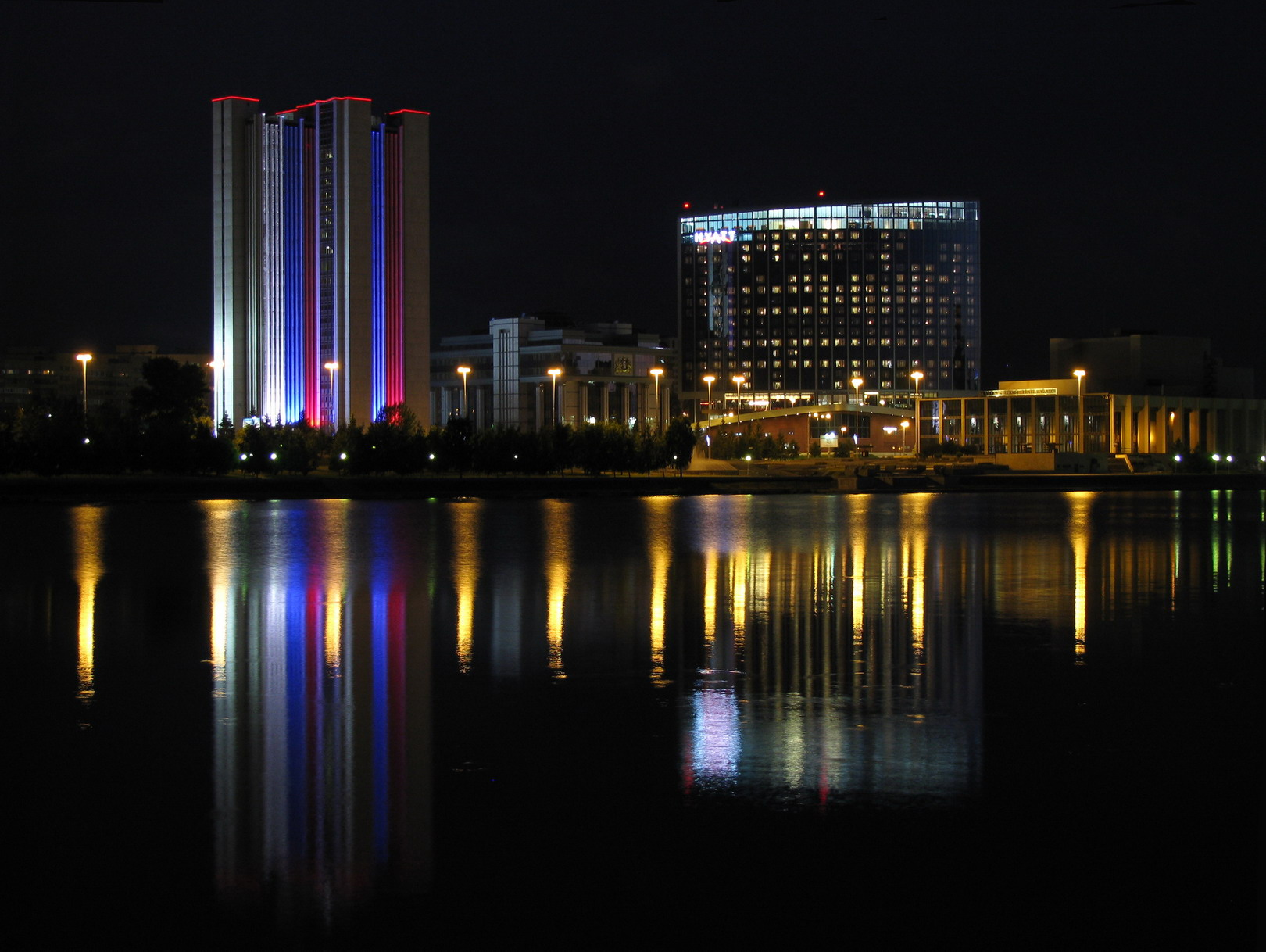
Le lac de nuit
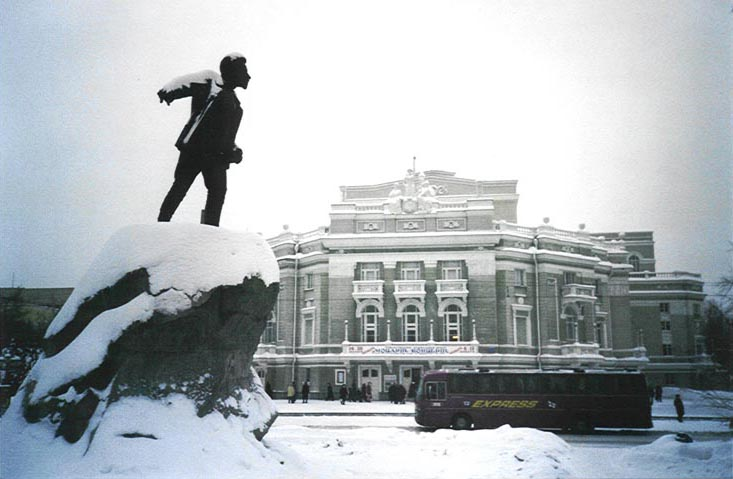
Statue de Iakov Sverdlov devant le théâtre
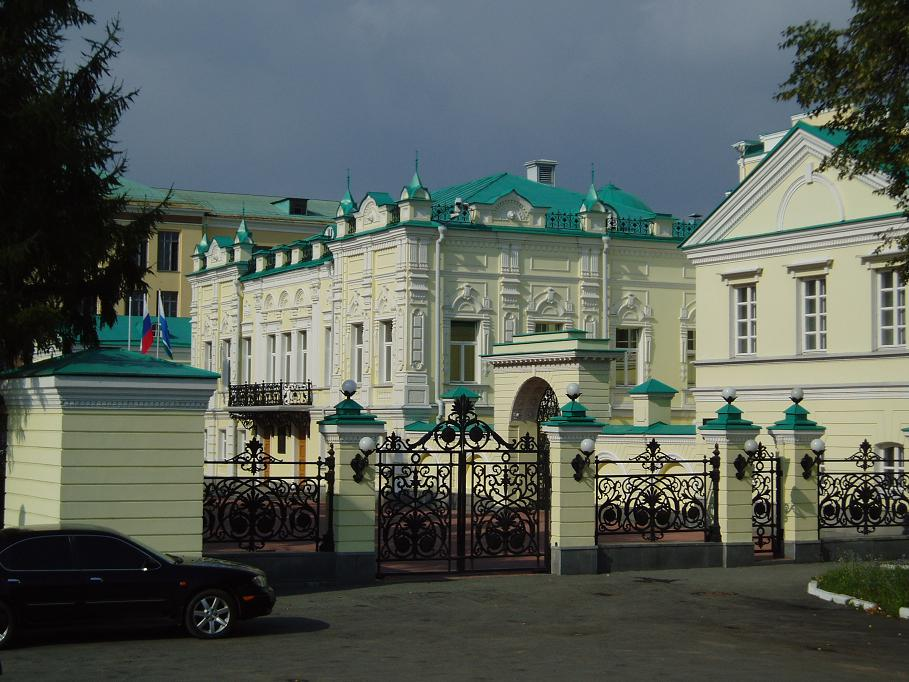
Maison du gouverneur (derrière le bâtiment de la Douma, près de la rivière Isset)
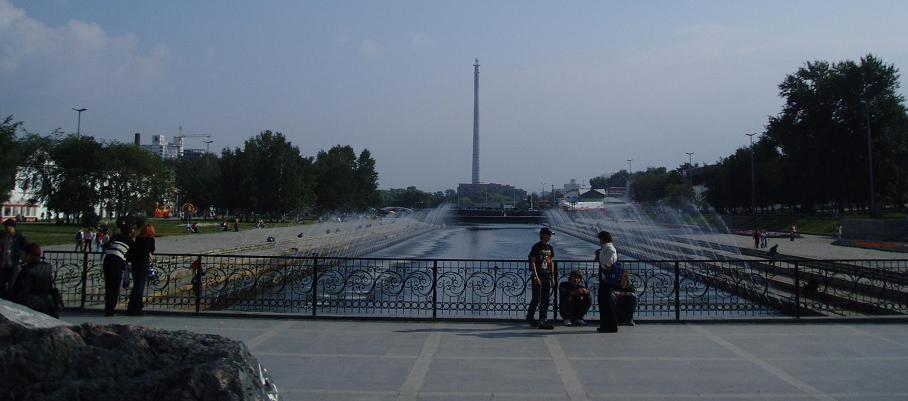
Vue sur le canal de l'Isset, avec la tour de télévision à l'arrière-plan
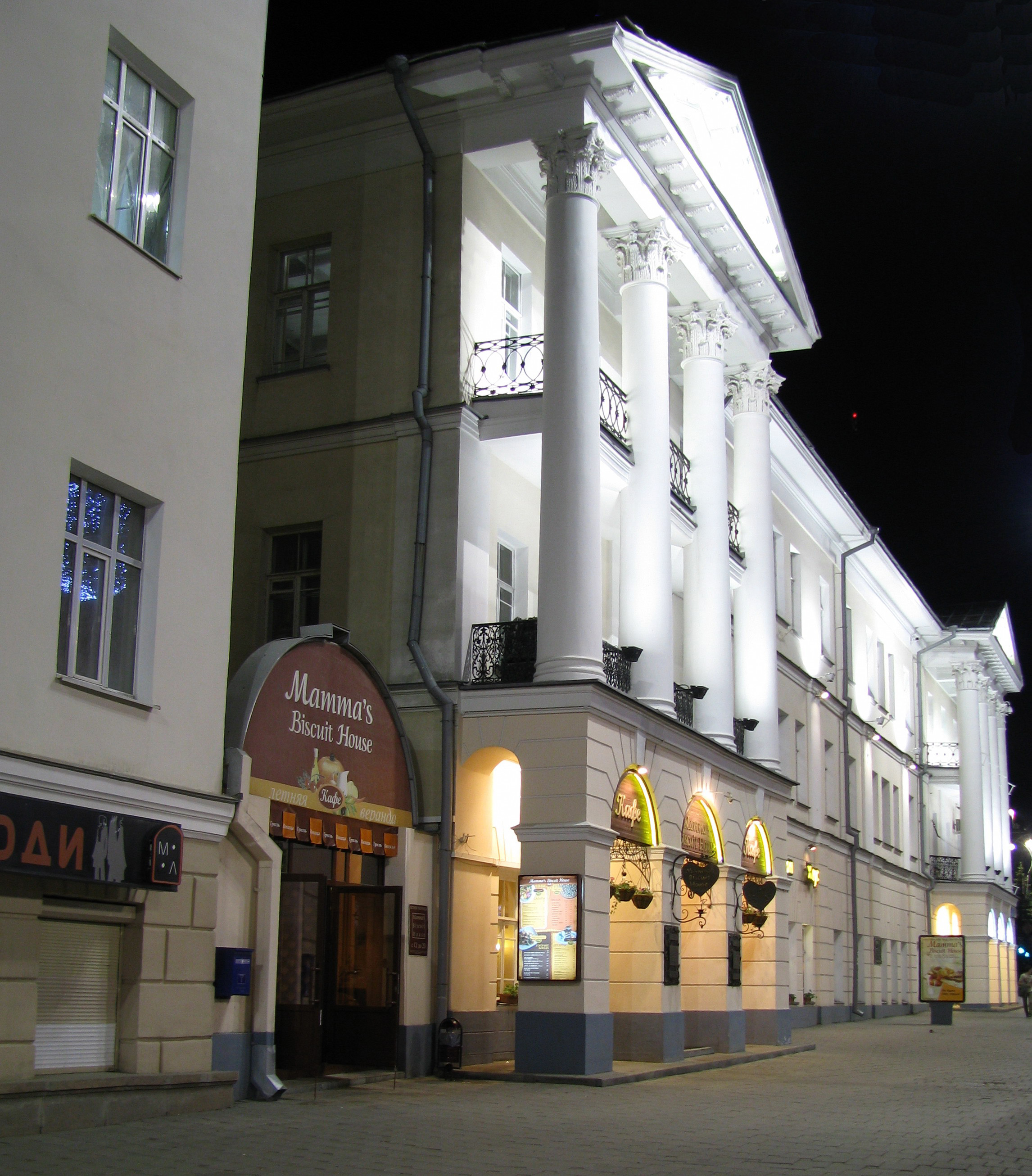
Conservatoire
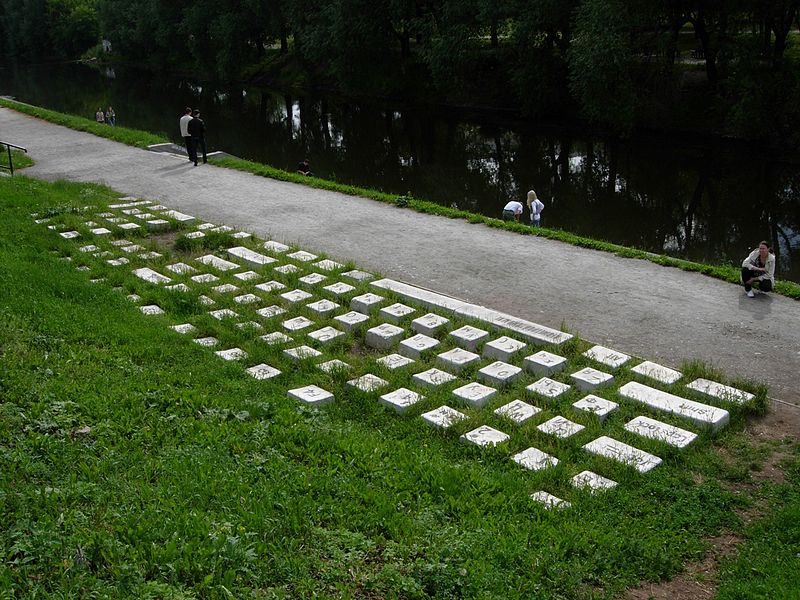
Clavier, sculpture monumentale

## Personnalités
- Alexeï Korzoukhine (1835-1894), peintre
- Leonard Tourjanski (1875-1945), peintre
- Lev Weinstein (1916–2004), tireur sportif
- Alexeï Parchine (1942-2022), mathématicien
- Lyudmila Bragina (née en 1943), championne olympique du 1500 m.
- Boris Belkin (né en 1948), violoniste et enseignant
- Gueorgui Chichkine (né en 1948), peintre
- Aleksandr Popov (né en 1971), nageur
- Svetlana Vassilevskaïa (née en 1971), joueuse de volley-ball
- Pavel Datsiouk (né en 1978), hockeyeur
- Elena Turysheva (née en 1986), fondeuse
- Irina Antonenko (née en 1991), mannequin et actrice
- Ioulia Lipnitskaïa (née en 1998), patineuse artistique
- Monetotchka (née en 1998), auteur-compositrice
- Kamilla Rakhimova (née en 2001), joueuse de tennis
- Slaughter to Prevail, groupe de deathcore
- Sweetie Fox (née en 2001), actrice et mannequin